# Kid Dynamite
I Kid Dynamite sono un gruppo melodic hardcore punk formatosi a Philadelphia negli Stati Uniti d'America, nel 1997.
Il gruppo ha pubblicato tutti i suoi album per la Jade Tree Records.
Si sciolgono in seguito all'abbandono del cantante e suonano il loro ultimo concerto nel 2000.

## Storia del gruppo
La prima idea di creare il gruppo viene da Dan Yemin, un chitarrista ex membro dei Lifetime.
Dopo varie ricerche, seguendo anche alcuni consigli dei suoi amici,Dan riesce a trovare i primi componenti: Steve Ferrell al basso e David Wagenschutz alla batteria, anche lui ex dei Lifetime.
Così dopo la creazione della prima formazione i Kid Dynamite sono formati.
La band è però senza cantante, così cerca per molto tempo vari cantanti, però senza trovarne uno che soddisfi le loro idee.
I Kid Dynamite non riescono a trovare la formazione definitiva fino al marzo del 1998 quando Jason Shevchuk, un ragazzo sempre di Philadelphia, si unisce al gruppo come cantante.
A questo punto il gruppo è pronto, registrano presto un demo e firmano un contratto con la Jade Tree Records e pubblicano nell'ottobre del 1998 Kid Dynamite.
Poco dopo Steve lascia il gruppo, e viene sostituito da Michael Cotterman, successivamente il gruppo registra uno split con gli 88 Fingers Louie, per la Sub City Records, una sottocasa della Hopeless Records, nel 1999. Una parte del ricavato dell'album, come succede per ogni album della Sub City viene devoluto in beneficenza, nel caso dello split, per la lotta alla sclerosi multipla. Successivamente, nel mese di settembre  riescono a incidere un altro disco Shorter, Faster, Louder, ma Jason lascia il gruppo all'inizio dell'anno 2000 deciso a diventare regista come aveva sempre sognato. Dato che era lui a scrivere i testi delle canzoni il gruppo si scioglie. Il 19 febbraio sarà la data del loro ultimo concerto ufficiale. Tuttavia nell'agosto del 2005 la band si riunì per fare un concerto benefit nello storico CBGB di New York. I Kid Dynamite hanno poi suonato anche in occasione di eventi quali il "This Is Hardcore" fest 2010, il "Fuck Yeah Fest" di Los Angeles, il The Fest 10 di Gainesville e il FunFunFunFest 2011 ad Austin.

## Formazione
- Dan Yemin - chitarra (1997 - 2000)
- Steve Ferrel - basso (1997 - 1998)
- David Wagenschutz - batteria (1997 - 2000)
- Jason Shevchuk - voce (1998 - 2000)
- Michael Cotterman - basso

## Discografia

### Album in studio
- 1998 - Kid Dynamite
- 2000 - Shorter,Faster,Louder

### EP
- 1999 - 88 Fingers Louie/Kid Dynamite (split EP con gli 88 Fingers Louie, Sub City Records)

### Raccolte
- 2003 - Cheap Shots,Youth Anthems

### DVD
- 2006 - Four Years In One Gulp